# 생방송 큐
《생방송 큐》는 대한민국의 KBS에 1984년 4월부터 1985년 10월까지 방송됐던 오락 프로그램이다.

## 기획 의도
어린이들을 위한 특별생방송으로 스튜디오와 중계차를 동원하여, 취향별 선택할 수 있는 프로그램이다.

## 방송 시간
- KBS 1TV - 1984년 ~ 1985년, 매주 월 ~ 목요일 저녁시간대
- KBS 1TV - 1985년, 매주 월요일 저녁시간대

## 역대 진행자
- 원종배
- 조미진
- 강문희
- 신혜원
- 엄용수

## 같이 보기
- 어린이 프로그램